# Phare de s'Arnella
Le phare de s'Arnella  est un phare situé  dans la municipalité d'El Port de la Selva, dans la comarque d'Alt Empordà, sur la Costa Brava , dans la Province de Gérone (Catalogne) en Espagne.
Il est classé Bien d'intérêt culturel à l'Inventaire du patrimoine architectural de Catalogne.
Il est géré par l'autorité portuaire du Port de Barcelone.

## Histoire
Le phare est érigé nord-ouest du port, dans la baie d'El Port de la Selva, sur Punta s'Arnella. C'est un bâtiment quadrangulaire en rez-de-chaussée en pierre, avec un toit à quatre pans en tuiles, avec en son centre une petite tour carrée, avec galerie et lanterne à dôme métallique noir. Les ouvertures sont en arc avec des encadrements en pierre. Une corniche en pierre fait le tour du toit en balustrade. La tour est blanchie à la chaux.
Le Phare de s'Arnella ne correspond pas à la plupart des phares de la côte, du règne d'Isabel II. Il a été conçu sur un plan plus tardif des réformes d'éclairage des côtes et des ports en 1904. Il a été construit en 1891 par une initiative menée par la Société pour le sauvetage des Naufragés de Gérone. Il a été mis en service la nuit du 16 décembre 1913. Après plusieurs rénovations, le signal actuel est d'un éclat blanc émis toutes les 5 secondes.
Identifiant : ARLHS : SPA287 ; ES-31780 - Amirauté : E0488 - NGA : 5992 .
|          |
| Le phare |

|                 |
| Punta s'Arnella |

|             |
| La lanterne |

### Lien connexe
- Liste des phares d'Espagne